# Surrency (Géorgie)
Surrency est une ville américaine située dans le comté d'Appling, en Géorgie. Selon le recensement de 2020, sa population est de 194 habitants.